# Križevica
Križevica je rječica u Bosni i Hercegovini, lijeva (zapadna) pritoka Drine.
Od izvora do Srebrenice dotječe poput "konca". Protječe kroz Srebrenicu. Tek priljevom potoka pritoka oblikuje se vodotok u središtu naselja. Plitka je i povremeno presuši za sušnih godina. U nju se ulijevaju ljekovite vode s brojnih izvorišta Gubera, bogatih željezom koje joj daju oker boju. U Križevicu su izvedeni izljevi gradske kanalizacije što za nižeg vodostaja stvara dominaciju otpadnih voda i fekalija i stvara izaziva nesnošljiv smrad.
Teče pored Memorijalnog centra Srebrenica - Potočari.
U rijeku Drinu ulijeva se na mjestu Kriva Drina kod naselja Rakovca u općini Bratuncu. Teče pravcem jugozapad – sjeveroistok. Prvo se zvala Kiževica, zbog geološke (rudonosne) osobine područja na kojem nastaje. Današnje ime potječe od njemačke riječi „Kiespirit“ – pješčani pirit.

## Vanjske poveznice
- Radio Slobodna Evropa Poplave u Srebrenici: Rijeka Križevica ušla u kuće mještana  15. svibnja 2014. (srp.)